# Villa Bernheimer (Feldafing)

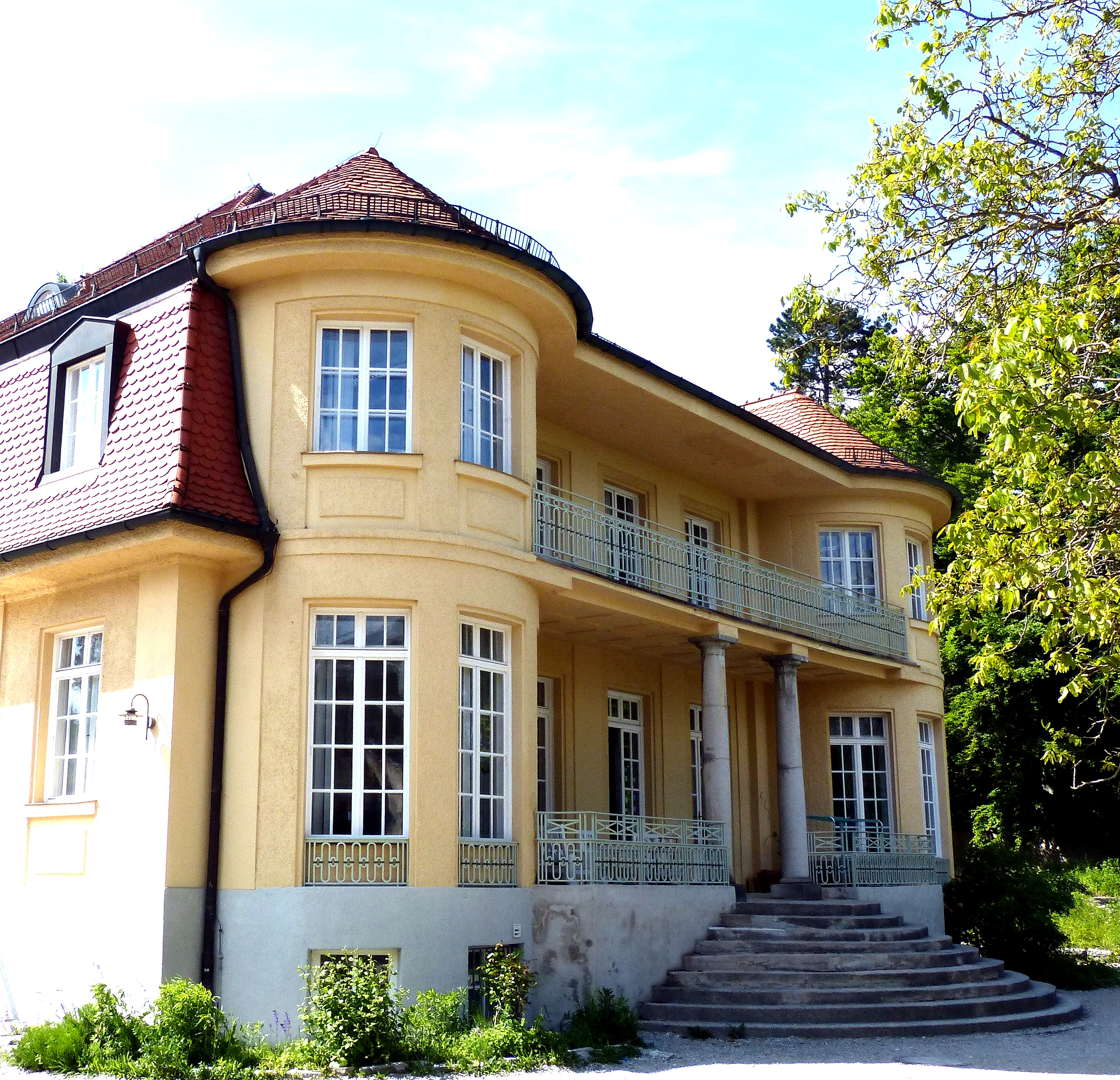
Seeseite der Villa Bernheimer in Feldafing

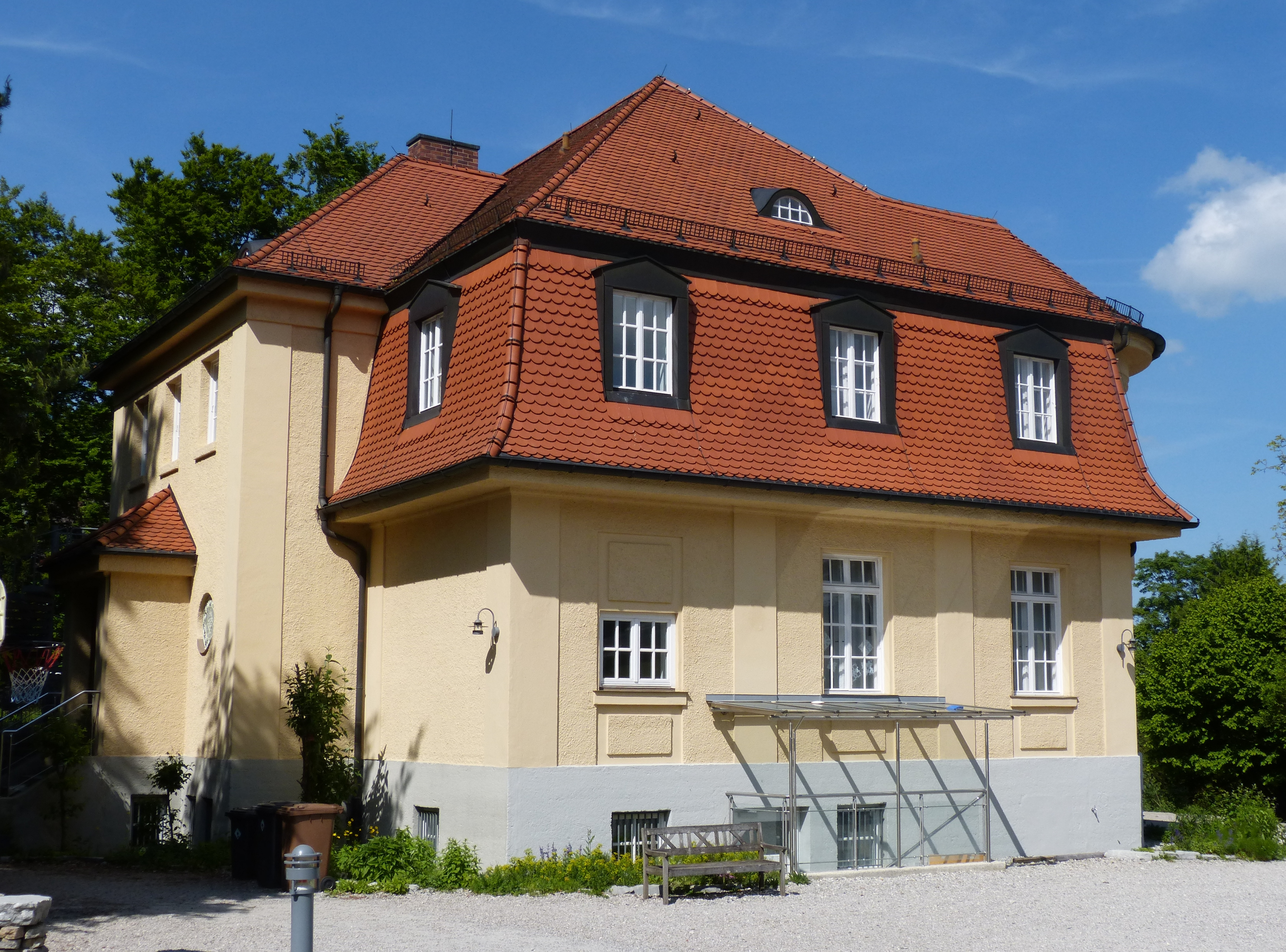
Seitenansicht

Die Villa Bernheimer in Feldafing, einer Gemeinde im oberbayerischen Landkreis Starnberg, wurde 1912/13 errichtet. Die Villa an der Höhenbergstraße 11/13 (jetzt als Kinderhort genutzt) ist ein geschütztes Baudenkmal.
Die Villa wurde für den jüdischen Kunsthändler Otto Bernheimer, der in München das sogenannte Palais Bernheimer besaß, von Heilmann & Littmann gebaut. Das erdgeschossige Mansarddachhaus besitzt seeseitig runde Ecktürme. Dazwischen eingespannt sind Balkon und Terrasse.
Neben dem Geschäftshaus am Lenbachplatz in München (Palais Bernheimer) besaß Otto Bernheimer diese Villa in Feldafing am Starnberger See, die er sich 1912/13 vom Architekten Max Littmann erbauen ließ. Nach der Restitution in den 1950er Jahren schenkte Otto Bernheimer die Villa der Gemeinde Feldafing, die darin ab 1934 eine Grundschule betrieb. Die Schule trägt den Namen „Otto-Bernheimer-Grundschule“, da diese noch auf dem Gelände steht. Nachdem ein neues Schulgebäude auf dem gleichen Grundstück errichtet wurde, ist die Grundschule in das neue Gebäude gezogen und der Kinderhort am Zauberwald entstand in der ehemaligen Grundschule.
Das Torhaus an der Straße ist ein unverputzter Backsteinbau mit Walmdach und Zwerchhaus mit Fachwerk aus den 1920er Jahren.